# كأس الاتحاد الوطني للمرأة التونسية
كأس الاتحاد الوطني للمرأة التونسية (بالفرنسية: Coupe de l'Union nationale de la femme tunisienne)‏، هي المسابقة الرسمية لكأس الاتحاد الوطني للمرأة التونسية في رياضة كرة القدم النسائية في تونس. تأسست سنة 2017 تحت رعاية الجامعة التونسية لكرة القدم والرابطة الوطنية لكرة القدم النسائية.

## سجل الألقاب
| سنوات | البطل                            | النتيجة | الوصيف                            |
| ----- | -------------------------------- | ------- | --------------------------------- |
| 2017  | المجد الرياضي بسيدي بوزيد        | -       | الملعب النسائي القيرواني          |
| 2018  | الجمعية الرياضية النسائية بسوسة  | -       | الجمعية الرياضية النسائية بسبيبة  |
| 2019  | لم تلعب                          | لم تلعب | لم تلعب                           |
| 2020  | لم تلعب                          | لم تلعب | لم تلعب                           |
| 2021  | الاتحاد الرياضي التونسي          | 1-4     | الجمعية الرياضية النسائية ببوحجلة |
| 2022  | لم تلعب                          | لم تلعب | لم تلعب                           |
| 2023  | الجمعية الرياضية النسائية بسبيبة | 1-3     | المستقبل الرياضي بالجريصة         |

## سجل الألقاب حسب الفريق
| النادي                           | البطولة  | الوصافة  |
| -------------------------------- | -------- | -------- |
| الجمعية الرياضية النسائية بسبيبة | 1 (2023) | 1 (2018) |
| المجد الرياضي بسيدي بوزيد        | 1 (2017) | —        |
| الجمعية الرياضية النسائية بسوسة  | 1 (2018) | —        |
| الاتحاد الرياضي التونسي          | 1 (2021) | —        |

## روابط خارجية
- الموقع الرسمي للجامعة التونسية لكرة القدم.
- كأس الاتحاد الوطني للمرأة التونسية على موقع مؤسسة إحصاءات وثيقة لرياضة كرة القدم